# Frontera entre el Brasil i Guyana
La frontera entre Brasil i Guyana és una frontera internacional que delimita els territoris nacionals de Guyana i Brasil adjacents al nord d'Amèrica del Sud. En tota la seva extensió, la línia limítrofa transcorre per 698,2 quilòmetres de rius i canals i més de 907,6 quilòmetres per les conques hidrogràfiques.
Els límits de Brasil amb la República Cooperativa de Guyana (exGuaiana britànica) es van establir a principis del segle xx, encara que es van fer variats esforços per demarcar-la des de mitjan segle xix, quan el Govern Imperial del Brasil va protestar contra la forta penetració anglesa a la regió Pirara (situada al nord i oest dels rius Cotingo i Tacutu), així com la demarcació unilateral de la frontera occidental de Guyana per part de Gran Bretanya prop de Veneçuela (també anomenada línia Schomburgk). La frontera va ser demarcada finalment pel Tractat d'Arbitratge de 1904 i pel Tractat Complementari de Límits i de Navegació Fluvial de 1926. El treball de caracterització està a càrrec de la "Comissió Conjunta de Límits entre Brasil i Guyana", la qual ha desplegat 134 fites.

## Història

L'Arbitratge de 1904 va dividir el territori de Pirara entre Brasil i la Guaiana britànica, la part assignada als britànics és reclamada per Veneçuela com a part de la Guaiana Essequiba.

La regió va estar aïllada durant molt temps, encara després que es va dur a terme la colonització europea d'Amèrica del Sud, i mentre que els portuguesos van colonitzar gradualment els límits de l'Amazònia, els holandesos i els seus successors britànics van arribar fins als grans rius de la Guaiana.
A pesar que la preocupació per demarcar les fronteres de Brasil amb Guyana van començar a principis del segle xix, el litigi va durar, oficialment, des de 1838 fins a 1842, període en la qual el savi prussià Robert Hermann Schomburgk va explorar la zona fronterera britànica des de 1835 i va descendir pel riu Tacutu en 1842 fins a la seva confluència amb el riu Irengue, proclamant que tota l'àrea estava sota domini britànic.
Els intents de debat directe es van dur a terme entre 1843 i 1901, però sense èxit. En 1901 es va lliurar la qüestió de l'arbitratge del rei d'Itàlia, Víctor Manuel III, que va determinar en 1904 que la regió disputada pels dos països fos dividida en dues parts, una de 13.570 km² i una altra 19.630 km², que van ser adjudicades respectivament a Brasil i a Guyana. Aquesta partició va ser considerada una derrota per als brasilers, qui a més de posseir la part més petita de la zona, havien fracassat en el seu intent d'impedir l'accés d'Anglaterra a la conca de l'Amazones a través dels seus afluents. La disputa es coneix com a qüestió de Pirara.
A causa de la imprecisió comesa sobre el naixement del riu Cotingo durant la demarcació de la frontera entre Brasil i Veneçuela en 1884, es va haver de realitzar una lleugera modificació al Tractat d'Arbitratge el 22 d'abril de 1926, que va donar pas a l'aprovació i instal·lació de les fites de límits entre 1932 i 1939.

## Traçat de la frontera

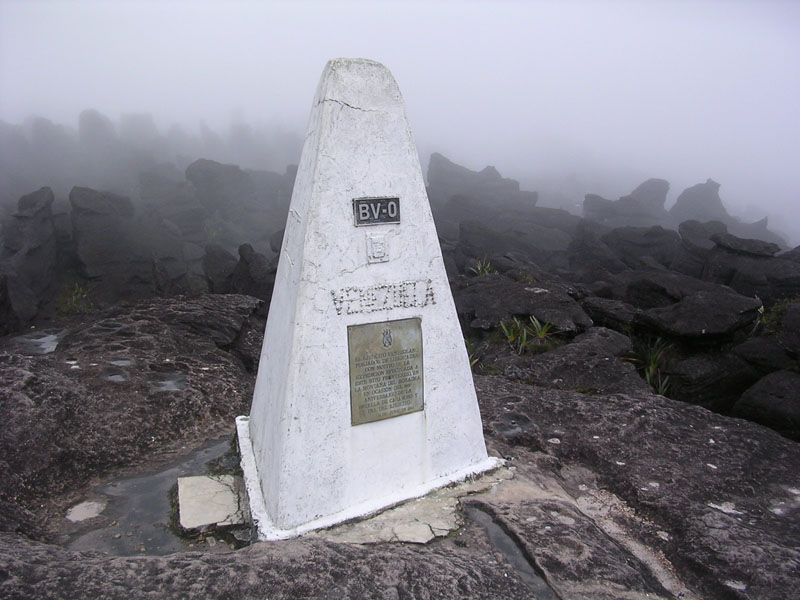
Trifini entre Brasil, Guyana i Veneçuela al Mont Roraima

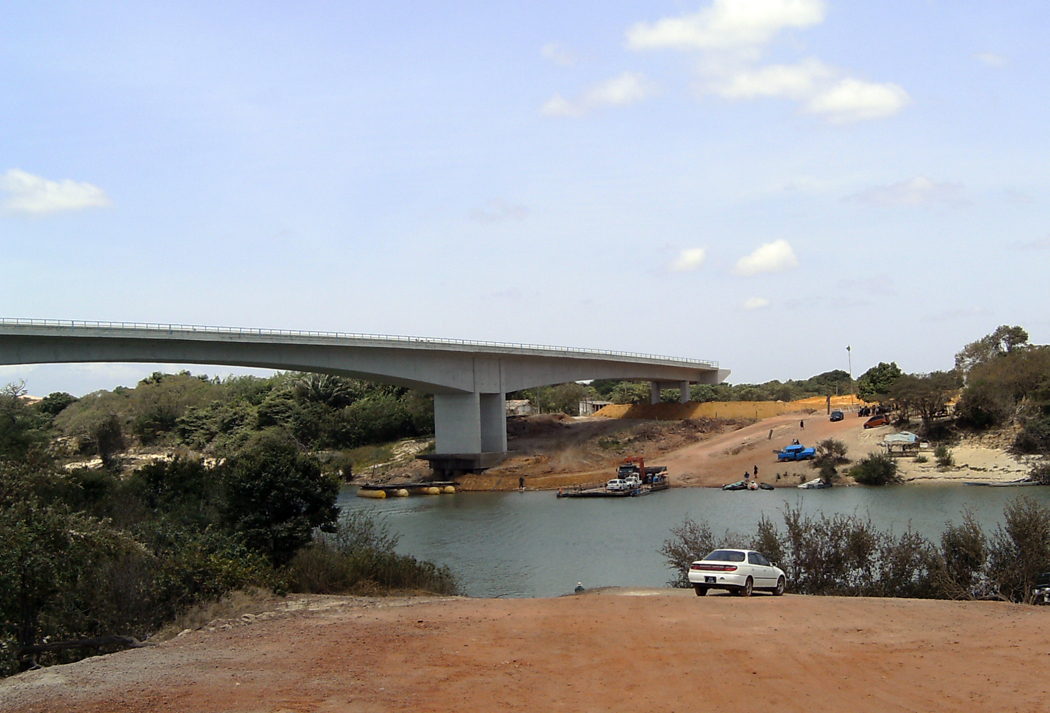
El pont sobre el riu Tacutu, amb la vista des del costat brasiler de Guyana, a la ciutat de Lethem.

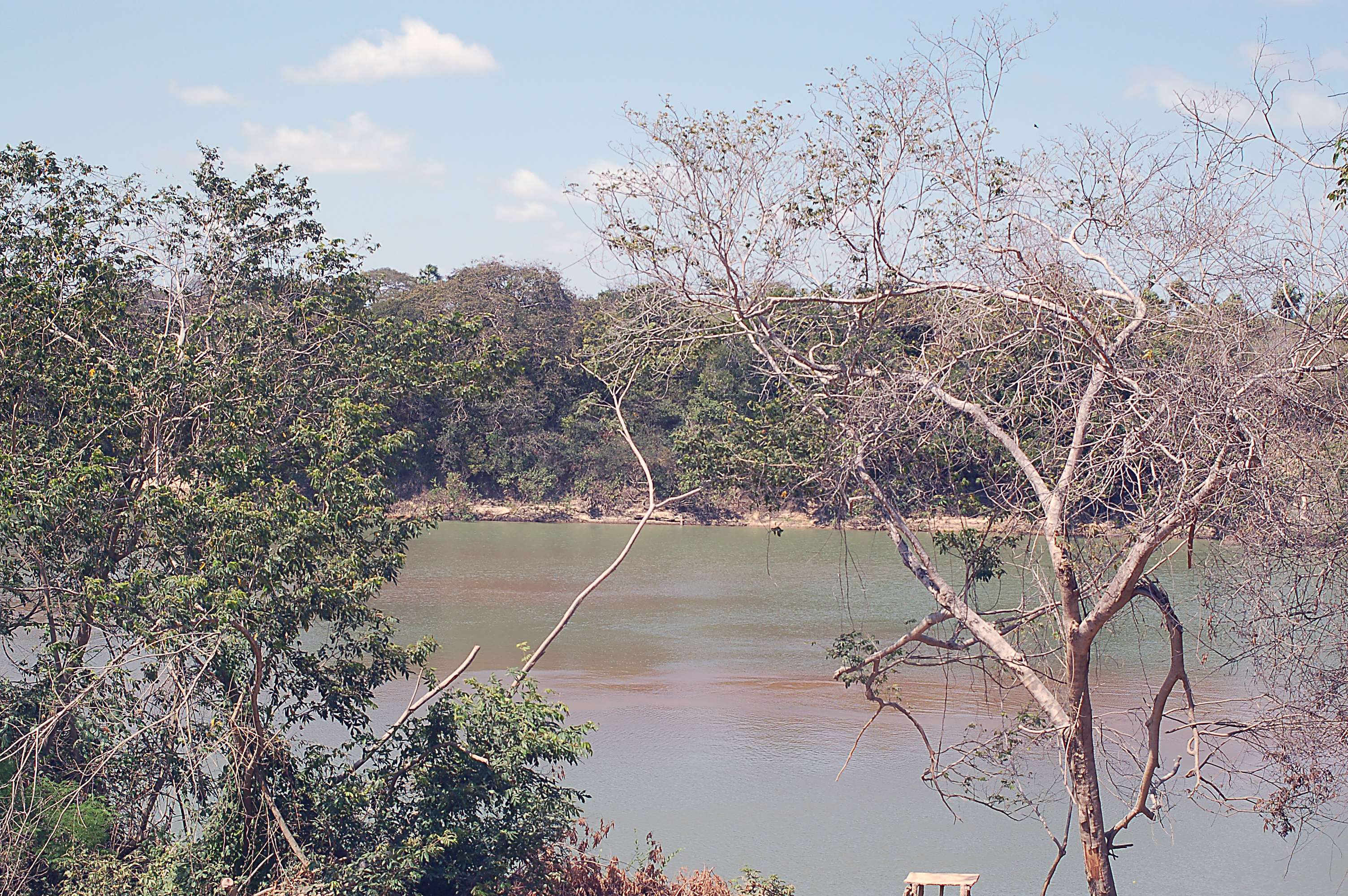
Riu Tacutu entre Brasil i Guyana.

Segons aquests tractats, els límits entre Brasil i Guyana són els següents:
- La frontera entre Brasil i Guyana inicia al trifini on es troben les fronteres del Brasil-Guyana-Veneçuela, al Mont Roraima, entre les capçaleres dels rius Arabopo i Cotingo, va cap al nord-est, passant entre el salt Paikwa, al nord, i la cataracta de Cotingo, que flueix cap al sud, a Brasil, continuant fins al pujol Yacontipu. De la muntanya Yacontipu, la frontera segueix la divisòria d'aigües de diversos rius que flueixen al nord en territori guyanès, afluents del riu Mazaruni i al sud desemboquen en el riu Cotingo. En aquest tram es van construir 15 fites.

- Descendeix cap al sud pel riu fins a la seva confluència amb el Tacutu, que, des de la perspectiva sud a nord, es desvia cap a l'oest a l'esquerra entrant en territori brasiler. En aquest tram es van construir 12 fites.

- Continua cap al sud, fins al naixement del riu Tacutu, hi ha 18 fites construïdes en aquest tram.

- De la font de Tacutu, la frontera segueix sent la línia divisòria entre les aigües de la conca amazònica (en la part corresponent a Brasil) i les conques de l'Esequibo i Corentyne (del costat de Guyana), fins al punt de convergència d'aquesta frontera amb Surinam. En aquest tram es van construir 89 fites.

## Punts de pas
Aquesta llarga frontera és de difícil accés. Posseeix parts bastant accidentades a l'est i al nord que són particularment difícils; només la part central, plana i coberta per sabana és més propici per al moviment.
El principal punt de pas es troba en el límit oriental, al sud del riu Tacutu, entre les localitats de Lethem a Guyana i Bonfim a Brasil. Està en marxa la construcció d'un pont que crearà un nexe entre Boa Vista i Georgetown, oferint a Brasil una obertura a l'espai del Carib i fins i tot d'Amèrica del Nord. Hi ha una ruta alternativa entre la ciutat de Normandia i Buena Esperanza.

## Les poblacions i migracions
La presència indígena és molt important en aquesta zona, i els diversos grups ètnics (principalment Macuxi, Pemón, Wapishana i Kapon) es distribueixen a banda i banda de la frontera que artificialment divideix el seu territori. Això facilita la pràctica dels moviments migratoris.
Les poblacions de la frontera sovint migran entre tots dos països. Al segle xx, mentre que la conca del riu Branco a Roraima va ser colonitzada gradualment pels grans terratinents (els agricultors) que van introduir la mà d'obra brasilera forçada o remunerada, alguns pobles amerindis migraren a Guyana, en aquelles zones on la criança bovina es practicava al mateix nivell que a Brasil, però on les condicions de remuneració i nivell de desenvolupament eren en general molt millors.
Poc després de la independència de Guyana en 1966, els fluxos es van invertir. Després de la insurrecció de Rupununi al gener de 1969, impulsada pels grans agricultors d'origen europeu amb el suport dels seus empleats amerindis i durament reprimit per l'exèrcit de Guyana, molts dels habitants del Rupununi van fugir al Brasil i Veneçuela. Llavors, la mala gestió econòmica dirigida pel partit en el poder, People's National Congress, alimenta l'emigració a Brasil, que encara existeix malgrat els canvis polítics, deguda principalment a la diferència en els nivells de vida entre tots dos països.